# Scott Pilgrim da el salto
Scott Pilgrim da el salto (Scott Pilgrim Takes Off en inglés) es una serie animada japonesa-estadounidense desarrollada por Bryan Lee O'Malley y BenDavid Grabinski para Netflix. La serie está basada en las novelas gráficas de Scott Pilgrim escritas y dibujadas por O'Malley, con el elenco de la adaptación cinematográfica de 2010 retomando sus papeles. La serie se estrenó el 17 de noviembre de 2023.
A diferencia de la película, que es una adaptación en gran medida fiel de los cómics, Takes Off presenta una trama diferente, en la que el titular Scott Pilgrim desaparece en el primer episodio; El resto de la serie sigue a Ramona Flowers, su interés amoroso, mientras intenta descubrir quién fue el responsable de su desaparición, mientras otros personajes de la historia trabajan en una adaptación ficticia de la vida de Scott.

## Premisa
La serie, ambientada en Toronto, Canadá, sirve como una narración alternativa de la serie y película de la novela gráfica original de Scott Pilgrim. Al igual que en la serie original, Scott Pilgrim, un bajista de una banda independiente, se enamora de Ramona Flowers, una misteriosa repartidora, que atrae la atención de los siete ex malvados de Ramona. Las cosas toman un giro inesperado cuando Scott pierde su batalla contra el primer malvado ex de Ramona, Matthew Patel, y aparentemente es asesinado. A medida que la trayectoria de la vida de todos, incluidas las de los malvados ex de Ramona, cambia drásticamente como resultado, Ramona se entera de que Scott todavía puede estar vivo e investiga su desaparición.

## Elenco de voces
- Michael Cera como Scott Pilgrim
- Mary Elizabeth Winstead como Ramona Flowers
- Satya Bhabha como Matthew Patel
- Kieran Culkin como Wallace Wells
- Chris Evans como Lucas Lee
- Anna Kendrick como Stacey Pilgrim
- Brie Larson como Envy Adams
- Alison Pill como Kim Pine
- Aubrey Plaza como Julie Powers
- Brandon Routh como Todd Ingram
- Jason Schwartzman como Gideon Graves
- Johnny Simmons como Young Neil
- Mark Webber como Stephen Stills
- Mae Whitman como Roxie Richter
- Ellen Wong como Knives Chau

## Producción

### Desarrollo

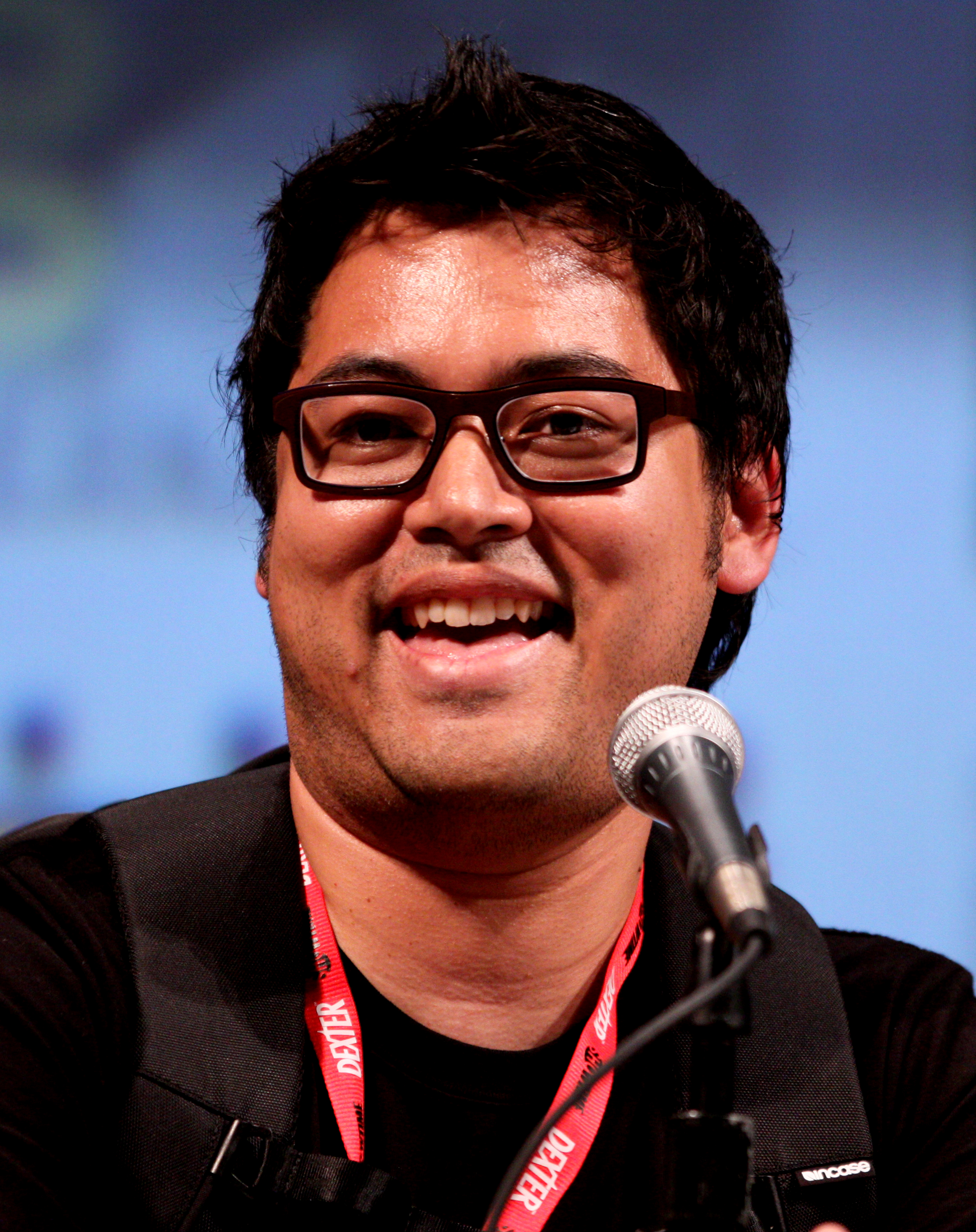
Bryan Lee O'Malley creó la serie de novelas gráficas y se desempeñó como co-showrunner

En enero de 2022, se informó que Netflix y Universal Content Productions estaban desarrollando una serie de anime basada en las novelas gráficas de Scott Pilgrim de Bryan Lee O'Malley; En ese momento, Netflix había encargado varios otros proyectos animados y de anime basados en propiedades populares. O'Malley fue anunciado como showrunner, escritor y productor ejecutivo junto a BenDavid Grabinski, con el animador Abel Góngora como director. Edgar Wright y Michael Bacall, quienes dirigieron y escribieron la adaptación cinematográfica de acción real de 2010, Scott Pilgrim vs. the World, también estuvieron involucrados en el anime y se desempeñaron como productores ejecutivos. La producción de animación estuvo a cargo de Science Saru. En marzo de 2023, se anunció que la serie había recibido luz verde oficialmente, y Wright señaló que expandiría el universo de Scott Pilgrim. El primer avance se lanzó el 16 de agosto de 2023.

### Guion
Cuando O'Malley y Grabinski comenzaron a escribir la serie, querían capturar el espíritu de los cómics y la película, pero aun así actualizaron las cosas en las casi dos décadas desde la publicación original del cómic. Algunos de estos cambios incluyen cambiar el trabajo de Ramona de una repartidora para Amazon a entregar DVD para Netflix y también la expansión de las historias de fondo de los malvados ex.

### Casting
El 30 de marzo de 2023, Netflix lanzó un video de anuncio del elenco, confirmando que el elenco de la película de 2010 repetiría sus papeles. Considerado un elenco estelar de actores de adaptación de cómics, Wright había reunido a los actores para la película y ayudó a convencerlos a todos de regresar para el anime. Reflexionó que elegir y trabajar en la película fue "uno de los logros más orgullosos y agradables de [su] carrera". Se habían reunido previamente para los eventos del décimo aniversario y, según se informó, el equipo estaba emocionado de tener otro proyecto que crear en el universo de Scott Pilgrim. Shota Saito y Keita Saito, los actores que interpretaron a los gemelos Katayanagi en papeles no hablantes en la película, no fueron mencionados en el anuncio del reparto. En ese momento, la producción confirmó que más adelante se anunciarían más miembros del elenco.

### Música
Joseph Trapanese se desempeñó como compositor de la serie y Anamanaguchi, quien proporcionó la música para la adaptación en videojuego de la película, proporcionó las canciones.

## Lanzamiento
Edgar Wright publicó en sus redes sociales que el lanzamiento de la serie era "inminente" el 30 de marzo de 2023, mientras hablaba del elenco. Netflix anunció en agosto de ese mismo año que la serie se estrenaría el 17 de noviembre de 2023 y constaría de ocho episodios.